# Каштанов, Андрей Валерьевич
Андрей Валерьевич Каштанов (род. 18 октября 1980, Севастополь) — украинский самбист и дзюдоист, бронзовый призёр чемпионатов Украины по дзюдо 2004 и 2008 годов, серебряный (2005, 2007) и бронзовый (2004) призёр чемпионатов Европы по самбо, серебряный призёр этапа Кубка мира по самбо 2008 года, серебряный призёр Европейских игр по неолимпийским видам спорта 2007 года в Киеве, серебряный призёр чемпионатов мира по самбо 2004, 2007, 2008 и 2013 годов, Заслуженный мастер спорта Украины по самбо. По самбо выступал в лёгкой весовой категории (до 62 кг). Участвовал в чемпионате мира по самбо 2011 года в Вильнюсе, где занял пятое место.
Увлёкся самбо в 1992 году. Выпускник Харьковского национального университета внутренних дел 2005 года и Харьковской академии физической культуры и спорта 2008 года. Капитан милиции.